# Малиевцы
Малиевцы (укр. Маліївці) — село в Дунаевецком районе Хмельницкой области Украины.

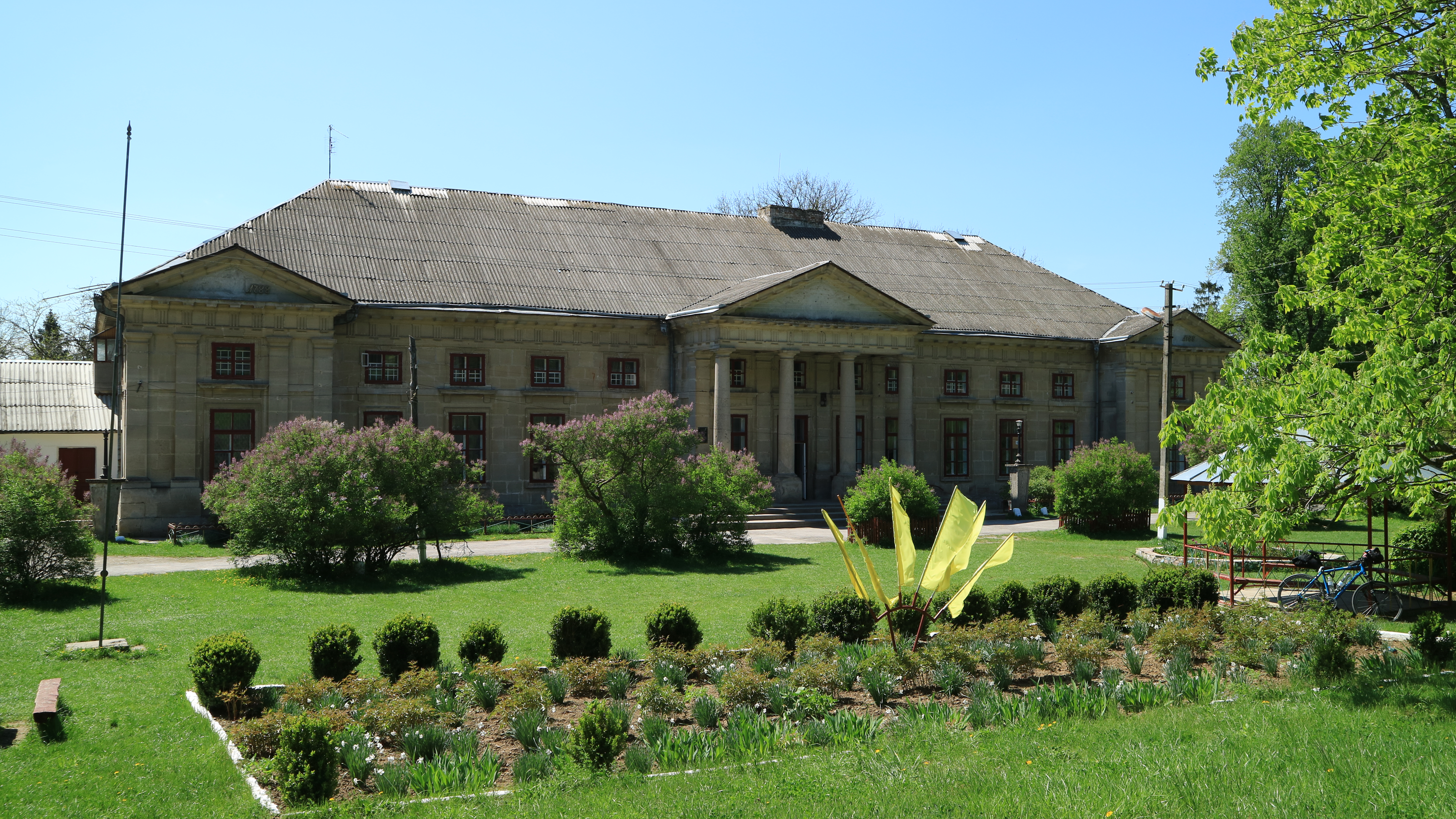
Дворец Орловских

Население по переписи 2015 года составляло 727 человек. Почтовый индекс — 32432. Телефонный код — 3858. Занимает площадь 1,616 км².
Село основано в XVI веке польским родом Малиевских, от которого и получило своё название. Дворцово-парковый ансамбль создан в конце XVIII века как резиденция его новых владельцев, польских помещиков Орловских.

## Местный совет
32432, Хмельницкая обл., Дунаевецкий р-н, с. Малиевцы; тел. 9-96-19.